# Ultimul zburător
Ultimul zburător este un film românesc din 2014 regizat de Ovidiu Georgescu. Rolurile principale au fost interpretate de actorii Gabriel Duțu, Iulia Verdeș.

## Distribuție
Distribuția filmului este alcătuită din:
- George Ivașcu — Cătălin Stroenescu
- Florin Penișoară — Mihai
- Cristina Mihăilescu — Tamara
- Constantin Cotimanis — Gelu Stroenescu
- Olivia Niță — Mimișor
- Constantin Cojocaru — Manolică
- Marius Bodochi — Gabriel
- Gabriel Duțu — Zanoni
- Andrei Teașcă
- Iulia Verdeș — Eliza

## Primire
Filmul a fost vizionat de 4.512 spectatori în cinematografele din România, după cum atestă o situație a numărului de spectatori înregistrat de filmele românești de la data premierei și până la data de 31 decembrie 2014 alcătuită de Centrul Național al Cinematografiei.